# Plumbago
Plumbago är ett släkte av fjärilar. Plumbago ingår i familjen tjockhuvuden.
Kladogram enligt Catalogue of Life:
| Plumbago | \| \| Plumbago chalybs \| \| \| \| \| \| Plumbago plumbago \| \| \| \| \| \| Plumbago protius \| \| \| \| \| \| Plumbago pulverea \| \| \| \| \| \| Plumbago serapion \| \| \| \| |
|          | \| \| Plumbago chalybs \| \| \| \| \| \| Plumbago plumbago \| \| \| \| \| \| Plumbago protius \| \| \| \| \| \| Plumbago pulverea \| \| \| \| \| \| Plumbago serapion \| \| \| \| |
|          | Plumbago chalybs |
|          | |
|          | Plumbago plumbago |
|          | |
|          | Plumbago protius |
|          | |
|          | Plumbago pulverea |
|          | |
|          | Plumbago serapion |
|          | |